# Batalha de Goa
A Batalha de Goa foi uma batalha naval travada em 1638 em Goa, no Estado Português da Índia, entre as forças portuguesas comandadas pelo vice-rei do Estado Português da Índia, D. Pedro da Silva e o Governador da Índia, António Teles de Meneses, contra a armada holandesa comandada pelo almirante Adam Westerwolt. As tropas holandesas foram enviadas para bloquear Goa, mas, foram gravemente derrotadas pela armada portuguesa.